# 緬基夫卡
50°38′45″N 29°10′13″E / 50.64583°N 29.17028°E
緬基夫卡（烏克蘭語：Меньківка）是烏克蘭北部的村莊，隸屬日托米爾州的日托米爾區。該村面積1.31平方公里，海拔高度170米，2001年人口290，人口密度每平方公里221.71人。